# Nixéville-Blercourt
 Nixéville-Blercourt  es una población y comuna francesa, en la región de Lorena, departamento de Mosa, en el distrito de Verdún y cantón de Souilly.

## Demografía
| 258 | 324 | 299 | 421 | 419 | 422 |
| Para los censos de 1962 a 1999 la población legal corresponde a la población sin duplicidades (Fuente: INSEE [Consultar]) |     |     |     |     |     |